# Fresnay-le-Long
Fresnay-le-Long is een gemeente in het Franse departement Seine-Maritime (regio Normandië) en telt 235 inwoners (2004). De plaats maakt deel uit van het arrondissement Dieppe.

## Geografie
De oppervlakte van Fresnay-le-Long bedraagt 5,2 km², de bevolkingsdichtheid is 45,2 inwoners per km².
De onderstaande kaart toont de ligging van Fresnay-le-Long met de belangrijkste infrastructuur en aangrenzende gemeenten.

## Demografie
Onderstaande figuur toont het verloop van het inwonertal (bron: INSEE-tellingen).